# 土衛四十二
土衛四十二（Fornjot），編號S/2004 S 8，是土星的一颗天然卫星。发现时间是在2004年12月12日. 发现者是斯科特·谢泼德、大衛·朱維特等人。土衛四十二直径大约6公里，自轉週期(6.9或9.5) ± 0.4小時，运行轨道距离土星大约 23,609 Mm，公轉週期1432.16天。轨道与黄道角度为168°（相对土星赤道172°）以离心率0.186绕土星逆行轨道运行。